# Cezar Lăzărescu
Cezar Lăzărescu est un architecte roumain né le 3 octobre 1923 à Bucarest (Roumanie) et décédé dans la même ville le 27 novembre 1986.
Il a combiné tout au long de sa carrière le travail d’architecte de bâtiments avec celui d’urbaniste, qu’il considérait indissociables, et à partir des premiers années après la fin de ses études en 1952 jusqu’après le tremblement de terre de 1977 a conçu un nombre important de plans et détails d’urbanisme dans tout le pays.
Tout au long de sa carrière, il suivit plusieurs principes qu’il affirmait artisanaux : réaliser à moindre prix et dans les délais, respecter la demande du maître d’ouvrage, utiliser tout le potentiel des équipes et les responsabiliser. Ces principes lui ont valu la reconnaissance du régime communiste de Roumanie mais il a aussi essuyé des critiques en raison de son allégeance à une dictature qui construisait fragile et de mauvaise qualité, épuisait les équipes en provoquant de nombreux accidents de travail, les tenait pour responsables des malfaçons (alors que les cadences étaient infernales et les matériaux déficients), et démolissait le patrimoine roumain spécifique, jugé « archaïque et dépassé », pour construire du neuf dans un style fonctionnel que l'on peut trouver n'importe où dans le monde. Il répondait à cela qu'il a préféré faire de son mieux pour sa profession que devenir un dissident, dont le discours est parfois marquant mais les réalisations rares.

## Biographie
Son père, Alexandre Lăzărescu était colonel de génie militaire, souvent en poste hors de Bucarest. Il lui a laissé une image protectrice, en second plan, et des souvenirs de vacances exubérantes. Il a disparu sur le front du Don en 1943.
Sa mère, Sofia Lăzărescu Georgescu, femme au foyer, fille d’un directeur actionnaire d’une imprimerie initialement ouvrier, lui a apporté le sens du travail sérieux et l’ambition de viser la perfection. Elle lui a appris aussi le goût et la technique du dessin et de la peinture, elle-même ayant suivi une école d’art.

### 1930-1956: Formation et premières réalisations
Après l’école primaire, où ses livres de courts contes de fées illustrés lui ont apporté une certaine sympathie des professeurs et collègues, il fait ses études au Lycée « Gh. Lazăr », un des meilleurs de Bucarest. Le niveau élevé du lycée, l’atmosphère stimulante et les activités artistiques l’entraînent avec passion et ses résultats sont remarqués. Il participe aux expositions du lycée et il expose à l’Athénée roumain en 1942, une exposition personnelle dans une salle publique renommée.
Ses années universitaires se déroulent sur fond de guerre et d’Occupation, où il devait faire face, avec sa mère Sofia, aux besoins de la famille. Il a un parcours universitaire remarquable et participe à des nombreuses activités professionnelles et sociales.
Avec un père mort combattant contre l’URSS « patrie du socialisme » et une exposition en plein régime fasciste, le jeune Cezar Lăzărescu a un très mauvais dossier politique lorsque le régime communiste de Roumanie se met en place, et sa carrière d’architecte risque de ne jamais démarrer. Pour éviter cela, il se rallie avec enthousiasme à ce régime et se retrouve responsable d’une équipe de jeunes architectes qui doivent réaliser les logements pour l’encadrement des grands travaux du tristement fameux canal Danube-Mer Noire à proximité du port danubien de Cernavodă, travaux dont la main d'œuvre n’est autre que les détenus des camps de travail forcé de la steppe voisine du Bărăgan. Il continue avec des résidences et des colonies de vacances pour les cadres du nouveau régime dans la zone d’Eforie, de Techirghiol et de Mangalia sur la mer Noire.
L’architecture officielle de cette période pour tout bâtiment public est le « réalisme socialiste ». Les HLM de cette époque sont inconfortables : ascenseurs, pression de l'eau et chauffage central sont souvent déficients, les fenêtres et les toitures pas très étanches, mais certaines façades affichent une décoration simili-classique pompeuse, attestant pour les visiteurs étrangers le « luxe de la vie de la classe ouvrière » dans la Roumanie communiste. Ce style architectural, dont un marquant exemple est l’université de Moscou et ses clones, est imposé par la loi dans chaque pays se trouvant sous l’emprise soviétique. Tout architecte doit s’y soumettre, Cezar Lăzărescu comme les autres. Ayant ainsi donné des gages de fidélité, il purge son dossier politique et peut faire carrière : elle sera brillante.

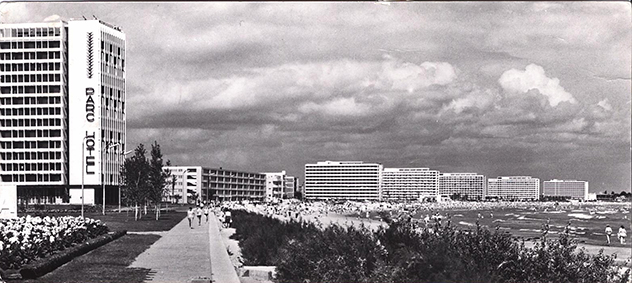
21 Hôtels et 8 restaurants, commerces, bars et clubs à Mamaia

### 1957-1961: «Développement du littoral roumain»
L’aboutissement du « programme de vacances payées des nouveaux Syndicats Ouvriers » (en clair, le besoin de vacances de la nomenklatura) a mené à la nécessité pressante de créer en quelques mois un nombre impressionnant de lits dans des immeubles à caractère hôtelier sur le bord de la mer Noire. Un responsable politique local demande à l’équipe conduite par Cezar Lăzărescu de construire, avant la saison estivale, un ensemble à Eforie Nord.
Mis devant une équation difficile (commencer par démolir les constructions antérieures, villages de pêcheurs ou villas bauhaus de l'ancienne bourgeoisie) puis construire dans un délai record avec un budget insuffisant et une main d'œuvre en partie détenue, plus de mille places de vacances), Lăzărescu se fait fort de réaliser avec ses collaborateurs un ensemble d’immenses unités d'habitation de style utilitaire, compatibles avec le réalisme socialiste légal. Gheorghe Gheorghiu-Dej, alors secrétaire général du Parti communiste roumain, le félicite, lui exprime son contentement pour le résultat, le budget et les délais. Il le nomme, par la suite, architecte en chef de l'« activité de développement du littoral roumain » qui consiste à bétonner la côte roumaine de la mer Noire entre Costinești et Mangalia. Ce fut l'ensemble architectural le plus marquant de l’architecture réaliste socialiste en Roumanie.
Suit une période de travail intense, avec les constructions sur le littoral nord (Mamaia, falaise de Constanța) et sud, à Eforie, à Techirghiol  et à Mangalia (à la place de la forêt de Comorova : ensembles balnéaires nommés „Olimp”, „Neptun”, „Aurora”, „Venus”, „Jupiter” et „Saturn”). Les constructions vont plus vite que la mise à niveau du réseau d'assainissement, du réseau routier ou de distribution d'énergie, qui restent rudimentaires, sauf dans les villas réservées à la nomenklatura et à ses hôtes étrangers (parmi lesquels Georges Marchais).

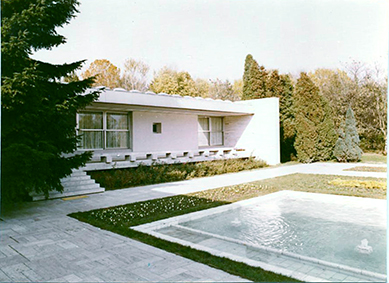
Villa du couple Ceaușescu à Bucarest (Floreasca)

L'équipe de Lăzărescu s'en tient strictement à l'architecture moderne, utilitaire et presque minimaliste, sans aucun souci de préservation des milieux naturels du littoral (destruction de la forêt de Comorova) ou du patrimoine architectural (démolitions dans les centres-villes de Constanța et Mangalia). Les journaux du Parti (Scînteia, Litoral) chantent la gloire de ces réalisations, accumulant les superlatifs.

### 1961-1965: Villas de standing
En parallèle du développement public du littoral il est chargé de la construction de villas de standing pour les apparatchiks premièrement au bord de la mer, à Eforie ou à Mamaia, puis à Bucarest et dans le reste du pays.

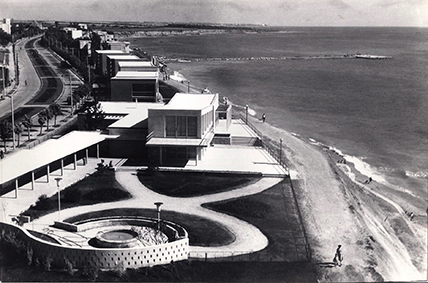
Trois villas de prestige pour responsables du Parti à Eforie Nord

Les villas destinées à la nomenklatura et à ses prestigieux hôtes étrangers sont des réalisations de luxe, accomplies avec l'apport important d'entreprises françaises comme Perrier-Rolin, Zilli, ou italiennes comme Barovier & Toso de Murano. Ce furent aussi les rares occasions, avec l'aéroport Bucarest Otopeni, de collaboration avec son épouse Ileana Lăzărescu, architecte également, pour des éléments de décoration.

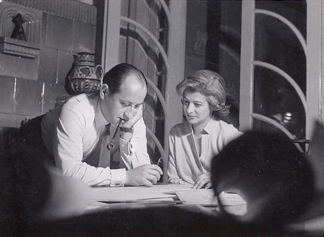
Cezar et Ileana Lăzărescu

Dans les réalisations de prestige de Bucarest (dont la villa de Nicolae et Elena Ceaușescu) on ressent l'influence des architectes américains Richard Neutra et Mies Van der Rohe et, pour une fois, une réponse adaptée au programme et à l’environnement, inspirée par l’architecture monacale roumaine et l'architecture nordique ou suisse.
Les hauts dignitaires politiques lui demandent des villas qu’il réalise avec son équipe avec enthousiasme et Gheorghiu-Dej le considère comme de la famille. Aux remarques d’autres dignitaires sur le fait que les responsabilités de Cezar sont incompatibles avec le fait qu’il n’est pas membre du Parti Communiste (une chose rare à cette période) il répond : « laissez le faire son travail, s'il veut, il va faire de la politique après ». Il n’a jamais pris sa carte du Parti : il n'en avait pas besoin pour avoir la confiance du régime.

### 1965-1977: Début de l’époque Ceaușescu et bâtiments représentatifs
Gheorghiu-Dej meurt au printemps 1965 frappé par un cancer fulgurant. À cet instant Cezar se trouve en France pour des commandes de matériaux. Il apprend la prise de pouvoir de Ceaușescu et rentre aussitôt à Bucarest. Comme d'autres personnalités proches de Gheorghiu-Dej il est attentivement mis à l'épreuve par Ceaușescu qui habite l'une de ses villas, et qui finit par lui maintenir la confiance du régime puis, en 1968, par lui attribuer le concours pour l'Aéroport International Bucarest Otopeni.

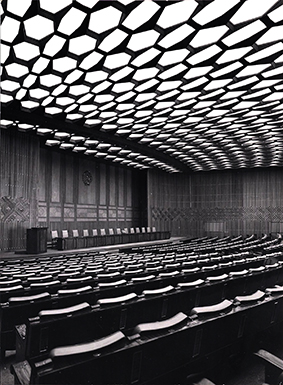
Salle de conférences « Omnia » du siège du Parti

Par la suite il construit un nombre important de bâtiments représentatifs dans le pays (palais des sports à Bucarest, salle de conférences du siège du Parti, ambassade de Chine à Bucarest, salle culturelle de l’ambassade de France et bien d’autres) et aussi l’ambassade de Roumanie à Pékin et le Parlement du Soudan à Khartoum. Il est nommé recteur de l’Institut d’Architecture « Ion Mincu » et un an après Président de l’Union des Architectes Roumains.

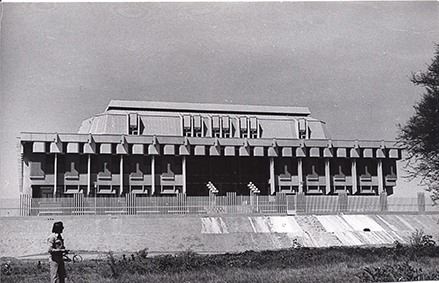
Parlement du Soudan à Khartoum

Les travaux qu’on lui confie sont importants car les époux Ceaușescu lui manifestent leur respect pour son professionnalisme et son respect dû au maître d’ouvrage.

### 1977-1982: Restructuration de Bucarest par Ceaușescu et le Théâtre National
Le tremblement de terre de 1977 est, pour Nicolae Ceaușescu l'occasion de manifester ses ambitions de bâtisseur sur une grande échelle. Cezar Lăzărescu lui trouve des études d'urbanisme de Bucarest faites à la demande du roi Carol II aux alentours de 1940. Ceaușescu se les approprie, envisage un programme de restructuration de la ville de type Haussmannien, avec un nouveau centre comprenant des logements, ministères, opéra, musée, hôtel et palais politique et administratif. Des études sont faites par plusieurs équipes d’architectes. Il demande à Lăzărescu de faire le projet du siège commun des organes du Parti et du gouvernement, sur la modèle du palais du journal du Parti Scînteia.
Ceaușescu demande en permanence de nouvelles variantes, en réduisant les bâtiments sociaux et culturels pour ne garder à la fin que le centre politique, des ministères et des logements. Le concours final est finalement remporté par « l’équipe de la jeunesse », conduite par l’architecte Anca Petrescu. Lăzărescu considère cela comme une disgrâce mais il n'en est pas moins nommé responsable de la modification du bâtiment du Théâtre national de Bucarest, bâtiment conçu du temps de Gheorghiu-Dej (1964-1973) par les architectes Horia Maicu (ro), Romeo Belea et Nicolae Coucou.

### 1982-1986: Construction de la bibliothèque nationale (inachevée)
Par la suite Ceaușescu confie à Lăzărescu la construction de la bibliothèque nationale, inachevée au moment de sa disparition le 27 novembre 1986 après un mois de coma.

## Réalisations

### Architecture
- 1949 : Pavillon administratif des Usines Hunedoara
- 1949 : Quartier d’habitations pour les ouvriers à Hunedoara
- 1950 : Collège technique 24 classes et ateliers à Hunedoara
- 1951: Groupe de 4 HLM pour l’usine Electroputere Craiova
- 1951 : Aménagement du siège du Conseil d’État pour la Planification
- 1951 : HLM 86 logements à Medgidia
- 1951 : Aménagement et extension du siège de la Maison des Compositeurs à Bucarest
- 1952 : Groupe d’HLM pour 140 logements à Medgidia
- 1952 : Logements ouvriers à Baia Mare
- 1954 : Pavillon central du club sportif Dinamo Bucarest
- 1955 : Bâtiments pour l’Armée Dobroudja
- 1956 : Bâtiments pour le Ministère de l’Intérieur
- 1957 : Ensemble de bâtiments balnéo Eforie Sud
- 1957 : Restaurant et aménagement du bord de mer à Eforie Nord
- 1957 : Hôtel 200 places Eforie Nord
- 1957 : 8 villas pour apparatchiks à Eforie Sud
- 1957 : Aménagement de l’hôtel « Albatros » et construction du restaurant Mamaia[5]
- 1957 : Colonie de vacances pour 200 places à Eforie Nord
- 1958 : 3 villas pour apparatchiks à Mangalia
- 1958 : Colonie de vacances pour 600 places à Eforie Sud
- 1958 : Bar et restaurant sur bord de mer à Eforie Nord
- 1958 : 9 villas de luxe pour la nomenklatura et les visiteurs étrangers de marque à Eforie Nord
- 1958 : Hôtels et restaurants pour 1 600 places à Eforie Nord
- 1958 : Hôtels, commerces et restaurants pour 1 200 places à Mangalia
- 1958 : 3 villas présidentielles à Eforie Nord
- 1959 : 3 résidences médicalisées 600 places, restaurant et club à Mangalia
- 1959 : Hôtels, commerces, cinéma et restaurants pour 2 000 places à Eforie Nord
- 1959 : Bâtiments balnéaires sur le lac Techirghiol
- 1959 : Sanatorium et clinique 500 places à Mangalia[6]
- 1959 : Club Méditerranée de Mamaia
- 1959 : Mairie de Mangalia
- 1959 : Sanatorium pour enfants tuberculeux 600 places à Mangalia
- 1960 : 21 Hôtels et 8 restaurants, commerces, bars et clubs, 10 000 places à Mamaia
- 1960 : Résidence pour personnel administratif à Eforie Nord
- 1961 : Siège de la logistique des villas gouvernementales à Eforie Nord
- 1962 : Villa avec cinéma et piscine pour Nicolae et Elena Ceaușescu à Bucarest (Floreasca)
- 1963 : 5 autres villas gouvernementales avec cinémas et piscines à Bucarest
- 1964 : Autre villa avec cinéma et piscine à Bucarest Floreasca
- 1964 : Villa avec cinéma à Timișul de Jos
- 1965 : Villa avec cinéma et piscine pour dignitaires étrangers à Snagov
- 1965 : Résidence pour les dignitaires du Parti à Snagov
- 1965 : Hôtel 50 places pour les dignitaires du Parti à Snagov
- 1965 : Villa gouvernementale à Craiova
- 1966 : Hôtel « Europa » à Eforie Nord
- 1966 : Villa présidentielle « Marina » à Mamaia
- 1967 : Salle de réceptions et protocole à Mangalia Nord
- 1967 : Salle « Omnia »[7], extension du Siège central du Parti Bucarest
- 1969 : Résidence 50 places et restaurant à Pitești
- 1969 : Siège administratif et politique à Pitești
- 1969 : Siège administratif et politique à Focșani
- 1969 : Train gouvernemental (aménagement et décoration) 24 wagons
- 1969 : Bateau gouvernemental Răsăritul (aménagement et décoration)
- 1970 : Foyer culturel, salle de 800 places à Pitești
- 1970 : Aéroport international de Bucarest Otopeni[8]
- 1970 : Centre sportif de 12 000 places Bucarest
- 1970 : Pavillons pour l’Institut de Physique Atomique Măgurele
- 1971 : Extension de l’Institut polytechnique Faculté des Constructions
- 1974 : Palais des Sports 8 000 places à Bucarest
- 1974 : Hôtel à Predeal
- 1975 : Bâtiments en Libye
- 1976 : Résidence présidentielle à Monrovia-Liberia (projet)
- 1977 : Ambassade de Roumanie à Pékin-Chine
- 1977 : Parlement du Soudan à Khartoum
- 1977 : Palais présidentiel Khartoum (projet)
- 1979 : Ambassade de Chine à Bucarest
- 1979 : Salle de spectacles de l’ambassade de France à Bucarest
- 1980 : Tour de télévision Bucarest (projet)
- 1982 : Réaménagement du Théâtre national de Bucarest
- 1984 : Bibliothèque nationale à Bucarest (inachevée)

### Plans d'urbanisme

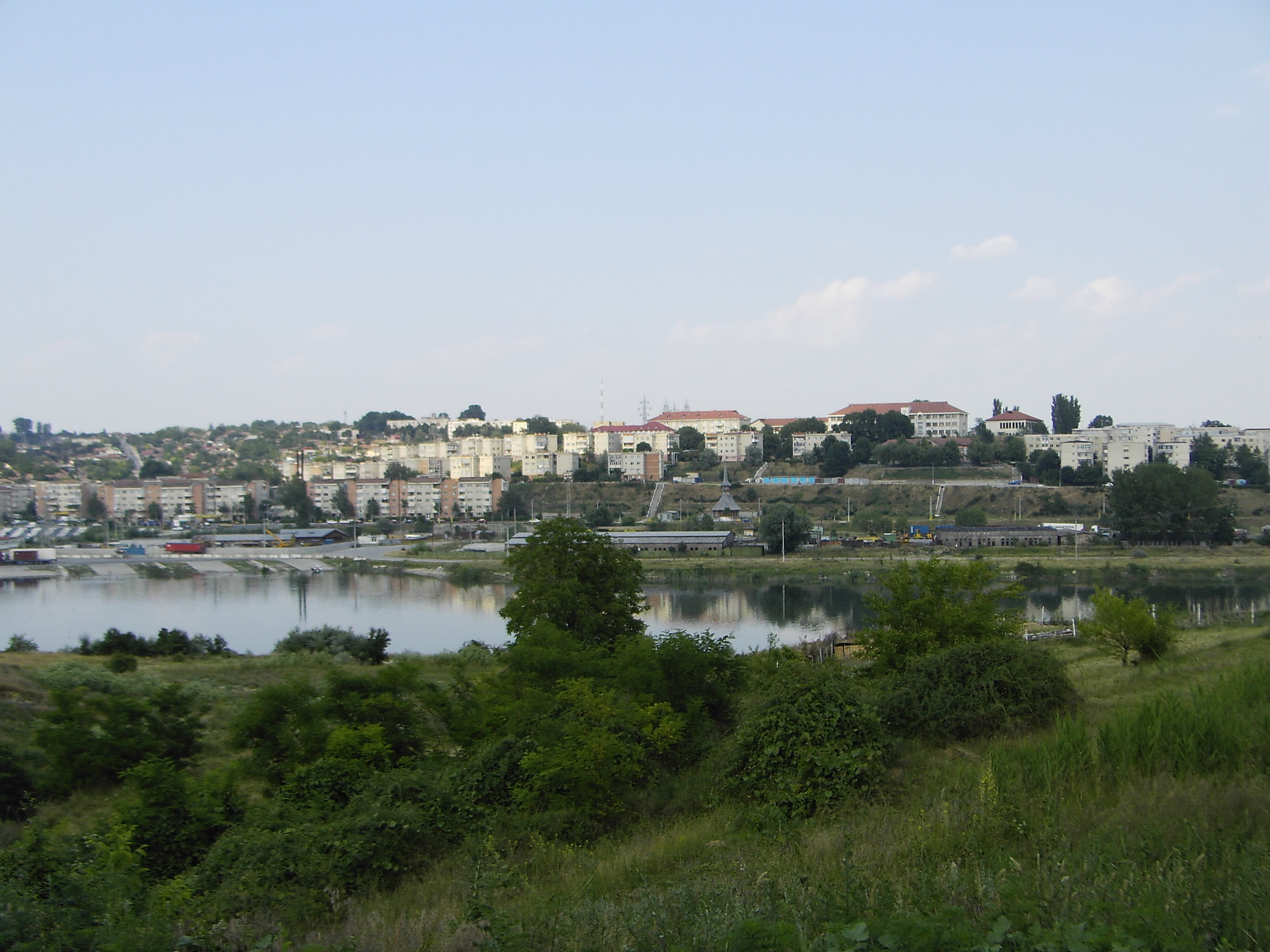
Le centre de Cernavodă, par Cezar Lăzărescu

Tous consistaient à remplacer les centres anciens, notamment le long des principales avenues, par des bâtiments utilitaires en béton préfabriqué, que l'on peut toujours voir aujourd'hui.
- 1952 : Ville de Cernavodă
- 1952 : Ville de Poarta Albă
- 1952 : Ville de Năvodari
- 1954 : Ville de Constanța
- 1957 : Littoral de la Mer Noire
- 1958 : Ville de Movila - Vasile Roaită (Eforie Sud)
- 1958 : Ville d'Eforie (Eforie Nord)
- 1967 : Détails d’urbanisme de la ville de Pitești
- 1969 : Campus de l’Institut de Physique Atomique de Măgurele au sud-ouest de Bucarest
- 1977 : Ville de Zimnicea

## Publications
- Le livre de l’architecte Volume 1, Editura Tehnică București, 1954 (collaboration).
- Urbanisme: conception et construction - Normes et principes, Editura Tehnică București, 1956.
- Les problèmes actuels de constructions hôtelières des villes de notre pays, Thèse de doctorat.
- Béton apparent, Editura Tehnică București, 1969.
- Constructions hôtelières, Editura Tehnică București, 1971[9].
- L'architecture des constructions modernes du tourisme en Roumanie, Editura Meridiane, 1972.
- Architecture roumaine en images, Editura Meridiane, 1973.
- Architecture contemporaine en Roumanie, Editura Meridiane, 1973.
- L'urbanisme en Roumanie, Editura Tehnică București, 1977.
- Arhitectura si viața orașelor, Editura Tehnică București, 1986[10].